# 岐阜市関市組合立東山中学校
岐阜市関市組合立東山中学校（ぎふしせきしくみあいりつ とうさんちゅうがっこう）は、かつて岐阜県岐阜市にあった公立（組合立）中学校。

## 概要
岐阜市と関市の組合立中学校であり、元は山県郡厳美村・春近村・千疋村の組合立中学校であった。1962年、岐阜市立山県中学校と統合し、岐阜市立三輪中学校の新設により廃校。
跡地は三輪南小学校になっている。

## 沿革
- 1947年（昭和22年）4月 - 
  - 山県郡厳美村に厳美村立厳美中学校が開校。
  - 山県郡春近村と千疋村で学校組合を設置。春近村に学校組合立東部中学校が開校。
- 1948年（昭和23年）9月1日 - 厳美中学校と東部中学校が統合され、学校組合立東山中学校となる。本校は旧・厳美中学校におかれ、分校（春近分校）は旧・東部中学校に置かれる。
- 1949年（昭和24年）11月3日 - 厳美村大字太郎丸[注釈 2]に統合校舎が完成。春近分校を廃止。
- 1950年（昭和25年）8月10日 - 千疋村が関市に編入される。同時に関市厳美村春近村組合立東山中学校に改称する。
- 1956年（昭和31年）4月1日 - 厳美村の北部（太郎丸・福富・石原）と山県村、春近村が合併し、三輪村が発足。同時に関市三輪村組合立東山中学校に改称する。厳美村の南部（岩井・加野）は稲葉郡芥見村に編入され、この地域の生徒は岐阜市芥見村学校組合立藍川中学校へ転出する。
- 1960年（昭和35年）4月 - 千疋地区の生徒は、1年生が小金田中学校、2・3年生が東山中学校への通学となる。
- 1961年（昭和36年）4月 - 三輪村が岐阜市に編入される。同時に岐阜市関市組合立東山中学校に改称する。千疋地区の生徒は3年生のみとなる。
- 1962年（昭和37年）3月 - 統合により廃校。